# Моргунов, Михаил Авдеевич
Михаил Авдеевич Моргунов (1908—1999) — животновод, Герой Социалистического Труда (1949).

## Биография
Михаил Моргунов родился 4 ноября 1908 года в селе Ремонтное (ныне — Ростовская область).
В 1926—1929 годах проходил службу в Рабоче-крестьянской Красной Армии. После демобилизации работал конюхом в колхозе «Красный фронтовик». Участвовал в боях Великой Отечественной войны, после её окончания был демобилизован.
Вернувшись в колхоз, Моргунов стал заведовать всем колхозным коневодством. Активно участвовал в послевоенном восстановлении колхоза. Лошади, выращенные на его ферме, представлялись на ВСХВ, где не уступали породистым. В 1948 году ферма Моргунова добилась высоких показателей — при табунном содержании от 84 кобыл было выращено 82 жеребёнка.
Указом Президиума Верховного Совета СССР от 13 августа 1949 года за «получение высокой продуктивности животноводства в 1948 году» Михаил Моргунов был удостоен высокого звания Героя Социалистического Труда с вручением ордена Ленина и медали «Серп и Молот».
После ликвидации конной фермы Моргунов работал овцеводом. Выйдя на пенсию, вернулся в родное село. Умер 7 мая 1999 года.

## Награды
Был также награждён орденами Отечественной войны 2-й степени и Красной Звезды, рядом медалей.